# Un tío cabal
Un tío cabal es el segundo álbum de la banda española de rock Los Enemigos.
Fue publicado en 1988 por la discográfica GASA y producido por Paco Trinidad. Incluía alguno de los temas que luego se convirtieron en clásicos del grupo como “Yo, el Rey” o “John Wayne”.
En el disco participa por primera vez como integrante oficial de la formación el bajista Fino Oyonarte, que sustituyó a Michi Gónzalez y además contó como invitado con Ángel Muñoz, el Maestro Reverendo, con su piano y el órgano Hammond.

## Lista de canciones
1. Soy un ser humano - (04:30)
2. Un tío cabal - (03:37)
3. Sanchidrián - (03:27)
4. Boquerón - (03:50)
5. No protejas - (03:29)
6. Qué bien me lo paso - (04:13)
7. Yo, el rey - (04:36)
8. John Wayne - (03:51)
9. ¿No amanece en Bouzas? (Delirio vigués) - (03:49)
10. Afición - (02:32)